# Памятник Ивану Грозному (Орёл)
Памятник Ивану Грозному — первый в истории России памятник царю Ивану Грозному, открытый в Орле 14 октября 2016 года.

## Памятник
Памятник расположен на набережной близ Богоявленского собора, недалеко от слияния рек Оки и Орлика, где в 1566 году по указу царя Ивана IV была основана крепость Орёл.

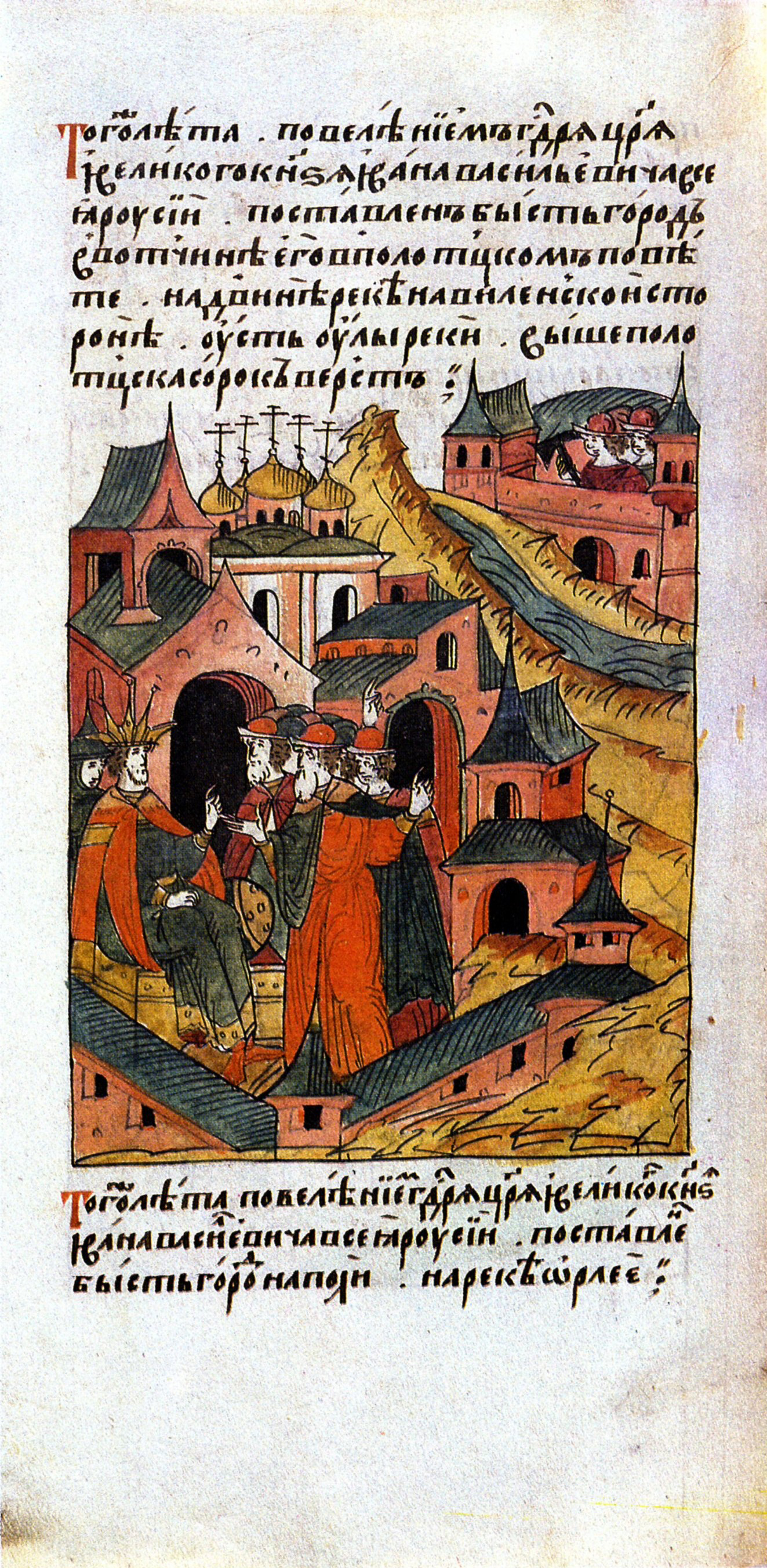
Никоновская летопись, повествующая о велении Царя Ивана IV в 1566 г. основать Орёл

Царь изображён сидящим на коне, держащим в поднятой правой руке крест, а в левой — направленный в землю меч, указывая на место будущей крепости. Монумент был создан группой скульпторов: Андреем Следковым, Алексеем Петровым, Алексеем Дмитриевым — под авторским надзором заслуженного художника России, члена-корреспондента Российской академии художеств Олега Молчанова к 450-летию основания города-крепости и изготовлен на Московском заводе электромеханической аппаратуры. Изготовление и установка памятника произведены за счёт спонсорских средств Международного фонда славянской письменности и культуры. Обряд освящения монумента провёл схиархимандрит Илий (Ноздрин).
Изначально планировалось установить памятник перед зданием театра Свободное пространство (бывшего Театра юного зрителя), однако власти города изменили своё решение из-за недовольства горожан. Протестовали люди, краеведы и общественники, поскольку это пространство было признано природоохранным местом. Кроме того, депутаты горсовета посчитали, что если памятник установить перед ТЮЗом, он закроет фасад здания, было принято решение установить памятник на набережной моста через Оку. На церемонии открытия присутствовали гости: депутат Государственной думы РФ Николай Земцов, писатель Александр Проханов, политический деятель Сергей Кургинян, президент ассоциации байкеров Александр Залдостанов, а также автор проекта памятника заслуженный художник России Олег Молчанов и один из непосредственных создателей памятника скульптор Андрей Следков. Церемонию открытия освещали более двадцати российских и зарубежных СМИ.
7 декабря 2019 года торжественная церемония открытия ещё одного памятника Ивану IV (скульптор В. Н. Селиванов) состоялась в городе Александрове Владимирской области. Помимо этого обсуждалась его установка в Коломне и Казани.

## Критика
Были поданы два иска в суд против мэра Орла Василия Новикова и горсовета преподавателем Орловского государственного университета, известным в городе градозащитником Юрием Малютиным. Суть претензий — решение установить памятник Ивану Грозному принято в обход местного самоуправления. Второй — против органов государственной власти за нарушение статьи 133-й Конституции, гарантирующей невмешательство органов госуправления в дела местного самоуправления.
В Канске Красноярского края художник Владислав Гультяев поставил памятник Ивану Грозному в виде кола, выражая таким способом свой протест. «Не стоит ставить памятники людям, которые применяли целенаправленный террор против своего же народа. Ну, а также я хотел напомнить, что времена, когда людей пытали, убивали просто так, убивали по указанию, не так далеки. Наши деды и бабы помнят это прекрасно, ну а мы их потомки. Если мы не хотим повторения таких же ошибок, должны об этом знать и твердо верить, что это недопустимо», — считает художник Владислав Гультяев.
Несмотря на это, согласно отдельным официальным опросам, 72 % орловчан поддержали создание памятника в их городе. Было проанкетировано 400 абитуриентов орловского филиала Российской академии народного хозяйства и госслужбы. В целом, это совпадает с опросом ФОМ, по которому 71 % россиян положительно оценивают роль Ивана Грозного в истории. 65 % россиян одобрили бы установку памятника Ивану Грозному в своём населённом пункте.